# リーズ・タイクス
リーズ・タイクス（英: Leeds Tykes）は、イングランドのウェスト・ヨークシャー・ブラムホープに本拠地を置くラグビーユニオンクラブである。スタジアムはザ・シカモアズ。ナショナルリーグ1（3部）に所属。

## 概要
1991年から1997年はリーズRUFC、1998年から2006年はリーズ・タイクス、2007年から2013年はリーズ・カーネギー、2014年から2020年まではヨークシャー・カーネギーというチーム名称であった。
2020年9月にリーズ・タイクスに改称。

## 歴史
1991年創設。
2010-11シーズン後に降格して以降は、プレミアシップから遠ざかっている。

## 歴代所属選手
- ダニー・ケア(イングランド代表)
- ハラニ・アウリカ(トンガ代表)
- ジャック・ウォーカー(イングランド代表)
- ジョージ・フォード(イングランド代表)
- ジェイク・イルニッキー(カナダ代表)
- プリンス・ガオセブ(ナミビア代表)
- ニック・メイヒュー
- アンドレ・レイドマイヤー(ナミビア代表)
- ダリル・デラハルペ(ナミビア代表)